# Nicolas Vernier-Guérard
Nicolas Vernier-Guérard est un homme politique français né le 17 décembre 1769 à Troyes (Aube) et mort le 9 août 1849 à Troyes (Aube).
Magistrat sous le Directoire, il est juge au tribunal de première instance de Troyes de 1811 à 1844. Conseiller général, il est député de l'Aube de 1820 à 1824 et de 1832 à 1837, siégeant au centre et soutenant la Restauration, puis la Monarchie de Juillet. Il est brièvement maire de Troyes du 3 août au 16 novembre 1830.

## Sources
- « Dictionnaire des parlementaires français de 1789 à 1889 (Adolphe Robert, Edgar Bourloton et Gaston Cougny) », sur gallica BNF (consulté le 6 décembre 2013)